# لی متکلف
لی متکلف (به انگلیسی: Lee Metcalf) سناتور سابق عضو حزب دموکرات ایالات متحده آمریکا بود. وی در سال ۱۹۶۱ تا ۱۹۷۸ میلادی سناتور ایالت مونتانا در سنای ایالات متحده آمریکا بود.